# Władimir Atłantow
Władimir Andriejewicz Atłantow, ros. Влади́мир Андре́евич Атла́нтов; (ur. 19 lutego 1939 w Leningradzie) – rosyjski śpiewak operowy, tenor.

## Życiorys
Syn śpiewaka operowego. Studiował w Konserwatorium Leningradzkim, studia ukończył w 1963 roku z wyróżnieniem. Na scenie zadebiutował w 1963 roku w leningradzkim Teatrze im. Kirowa. W latach 1963–1965 przebywał na stypendium w szkole operowej przy mediolańskiej La Scali. Od 1967 roku był solistą Teatru Bolszoj w Moskwie. Laureat Międzynarodowego Konkursu Muzycznego im. Piotra Czajkowskiego (1966). Koncertował w Europie, Stanach Zjednoczonych, Kanadzie i Japonii. W 1987 roku wystąpił w londyńskim Covent Garden Theatre w Otellu Giuseppe Verdiego. W 1990 roku kreował rolę Cania w Pajacach Ruggera Leoncavalla w San Francisco Opera.
Zasłynął przede wszystkim jako wykonawca partii tenorowych w rosyjskim repertuarze operowym (Dama pikowa i Eugeniusz Oniegin Czajkowskiego, Kniaź Igor Borodina, Borys Godunow Musorgskiego), występował też jako Alfred w Traviacie Verdiego i Don José w Carmen Bizeta. Dokonał licznych nagrań płytowych dla wytwórni Deutsche Grammophon, RCA, Olympia. Otrzymał tytuł Ludowego Artysty RFSRR (1972).